# Angel Heart
Az Angel Heart Bonnie Tyler nagylemeze. Producere Dieter Bohlen, aki eredeti nevén és Howard Houston valamint Steve Benson álnéven írt dalokat a lemezre. A kiadvány több európai országban lett többszörös arany illetve platinalemez.

## Az albumról
1992 őszén jelent meg az Angel Heart album. A producer Dieter Bohlen, aki Howard Houston és Steve Benson álnéven is írt több dalt. Két dal erejéig zeneszerző és producer volt Frankie Miller is, és egy közös duettjük is felkerült a lemezre Save Your Love címmel. Egy dal erejéig pedig Shania Twain volt férje, Robert John "Mutt" Lange, aki korábbi, Romeo's Daughter-nek írt I Cry Myself to Sleep at Night című slágerét hangszerelte át Bonnienak.
A lemezről elsőként kimásolt dal, a Fools Lullaby volt, melyhez videóklip is készült és a norvég toplista 6. helyét szerezte meg, de Németországban és Ausztriában is bekerült a TOP20-ba. Dieter Bohlen Race to the Fire című dala, mely hallható a lemezen, a német Zorc - Mann ohne Grenzen című filmsorozat egyik betétdala lett és album illetve remix verziója felkerült a Fools Lullaby kislemezre. A következő maxi, a Call Me, ami csak Németországban lett toplistás, míg a God Gave Love to You kislemez nem került fel egyetlen listára sem, bár mindegyik slágert Bohlen szerezte. A lemezből Európában több mint 1,5 millió példány kelt el a megjelenés évében.
Németországban és Észak Európában kezdetét vette az Angel Heart Turné illetve promóciós célokra az albumot hirdető matricák kerültek korlátozott példányszámban forgalomba. A lemez több dalát az énekesnő Budapesten is bemutatta Rózsa György Top Show című műsorában a régi Thália Színházban.

## Díjak
- BRAVO OTTO - Az év legjobb német producerű albuma (Angel Heart) 1992
- German ECHO Awards - Az év legjobb nemzetközi énekesnője (jelölés) 1993

## Dalok
| #  | Dalcím                               | Zeneszerző     | Producer       | Hossz |
| -- | ------------------------------------ | -------------- | -------------- | ----- |
| 1  | Fools Lullaby                        | Dieter Bohlen  | Dieter Bohlen  | 3:52  |
| 2  | Take A Chance                        | Dieter Bohlen  | Dieter Bohlen  | 3:39  |
| 3  | Race To The Fire (Zorc -OST)         | Dieter Bohlen  | Dieter Bohlen  | 3:55  |
| 4  | Sending Me Angels                    | Frankie Miller | Frankie Miller | 5:25  |
| 5  | Call Me                              | Steve Benson   | Dieter Bohlen  | 4:00  |
| 6  | Angel Heart                          | Dieter Bohlen  | Dieter Bohlen  | 3:48  |
| 7  | Daytime Friends                      | Dieter Bohlen  | Dieter Bohlen  | 4:18  |
| 8  | God Gave Love to You                 | Dieter Bohlen  | Dieter Bohlen  | 4:31  |
| 9  | All We Have Is Tonight               | Steve Benson   | Dieter Bohlen  | 3:48  |
| 10 | I’m Only A Lonely Child              | Dieter Bohlen  | Dieter Bohlen  | 3:18  |
| 11 | Born To Be A Winner                  | Steve Benson   | Dieter Bohlen  | 4:15  |
| 12 | Save Your Love (with Frankie Miller) | Frankie Miller | Frankie Miller | 5:15  |
| 13 | You’re The Greatest Love             | Dieter Bohlen  | Dieter Bohlen  | 3:50  |
| 14 | I Cry Myself To Sleep At Night       | R. J. Lange    | Gene Capel     | 4:25  |

## A produkció

### Zenészek
- dobok: Graham Broad
- basszus: Ed Poole
- gitár: Alan Darby
- billentyű és program: Terry Devine King
- hegedű: Vladimir Asriev
- vokál: Elisha
- mix: Dieter Bohlen; Luis Rodriguez

### Producerek és közreműködők
- vezető producer: Dieter Bohlen
- co-producer: Luis Rodriguez
- producerek: Steve Benson, Frankie Miller; J. L. Williams; Gene Capel;
- executive producer: David Madiran
- hangmérnök: Dieter Bohlen
- műszaki asszisztens: Dave Pine
- management: David Aspden
- dizájn: Ariola / Artpool
- látványterv: Thomas Sassenbach
- fotó: H. W. Hasslemann

### Stúdiók
- Studio 33
- Matrix Studio London

## Kislemezek

### Fools Lullaby – ZORC, Mann ohne Grenzen OST
| # | Dalcím                           | Zeneszerző    | Producer      | Hossz |
| - | -------------------------------- | ------------- | ------------- | ----- |
| 1 | Fools Lulalby (Radio Mix)        | Dieter Bohlen | Dieter Bohlen | 3:59  |
| 2 | Fools Lullaby (Sweet Lullab Mix) | Dieter Bohlen | Dieter Bohlen | 5:35  |
| 3 | Race To The Fire (Radio Mix)     | Dieter Bohlen | Dieter Bohlen | 3:55  |
| 4 | Race To The Fire (Race Mix)      | Dieter Bohlen | Dieter Bohlen | 5:40  |

### Fools Lullaby
| # | Dalcím                            | Zeneszerző    | Producer      | Hossz |
| - | --------------------------------- | ------------- | ------------- | ----- |
| 1 | Fools Lullaby (Sweet Lullaby Mix) | Dieter Bohlen | Dieter Bohlen | 5:35  |
| 2 | Race To The Fire (Race Mix)       | Dieter Bohlen | Dieter Bohlen | 5:40  |

### Call Me
| # | Dalcím                 | Zeneszerző    | Producer      | Hossz |
| - | ---------------------- | ------------- | ------------- | ----- |
| 1 | Call Me (Radio Mix)    | Dieter Bohlen | Dieter Bohlen | 3:30  |
| 2 | Call Me (Extended Mix) | Dieter Bohlen | Dieter Bohlen | 3:59  |
| 3 | Call Me (Live)         | Dieter Bohlen | Dieter Bohlen | 4:39  |
| 4 | All We Have Is Tonight | Dieter Bohlen | Dieter Bohlen | 3:35  |

### God Gave Love to You
| # | Dalcím                                  | Zeneszerző    | Producer      | Hossz |
| - | --------------------------------------- | ------------- | ------------- | ----- |
| 1 | God Gave Love to You (Radio Version)    | Dieter Bohlen | Dieter Bohlen | 3:36  |
| 2 | God Gave Love to You (Extended Version) | Dieter Bohlen | Dieter Bohlen | 4:35  |
| 3 | Angel Heart                             | Dieter Bohlen | Dieter Bohlen | 3:55  |
| 3 | Take A Chance                           | Dieter Bohlen | Dieter Bohlen | 3:48  |

## Videóklipek
- Fools Lullaby
- Call Me
- Angel Heart

## Toplistás helyezések
| Slágerlista  | Legjobb helyezés | Minősítés       |
| ------------ | ---------------- | --------------- |
| Norvégia     | 4                | 2x Platinalemez |
| Ausztria     | 9                | Plainalemez     |
| Svájc        | 14               | Aranylemez      |
| Németország  | 28               | Aranylemez      |
| Svédország   | 30               | Aranylemez      |
| Magyarország | 39               |                 |

### Kislemezek
| Fools Lullaby Race to the Fire | Legjobb helyezés |
| ------------------------------ | ---------------- |
| Norvégia                       | 6                |
| Ausztria                       | 17               |
| Németország, rádiós játszás    | 20               |
| Németország, eladások alapján  | 29               |
| Call Me maxikislemez           | Legjobb helyezés |
| Németország, eladások alapján  | 86               |
| Call Me Radio Mix              | Legjobb helyezés |
| Németország, eladások alapján  | 95               |
| Németország, rádiós játszás    | 96               |